# Jesús Martín Rodríguez Caro
Jesús Martín Rodríguez Caro (Valdepeñas, 15 de novembre de 1959) és un polític espanyol, alcalde de Valdepeñas des de 2003.
Nascut el 1959 a Valdepeñas (Ciudad Real), Martín, que és gai, no ha amagat mai la seva sexualitat. Regidor de l'Ajuntament de Valdepeñas des de 1991, després de les elecciones municipals de 2003 a Valdepeñas en què el Partit Socialista Obrer Espanyol (PSOE) va obtenir majoria absoluta, Martín va ser investit com a alcalde del municipi. Va renovar l'alcaldia per 4 mandats més, després d'obtenir el PSOE una altra vegada la majoria absoluta als comicis de 2007, 2011, 2015 i 2019. Ha estat també senador electe per Ciudad Real a les x, xi, xii, xiii i xiv legislatures de les Corts Generals.